# Požárník Sam
Požárník Sam nebo též Hasič Sam (v anglickém originále Fireman Sam, ve velštině Sam Tân) je britský animovaný dětský televizní seriál pojednávající o hasičské stanici a jejích členech, zejména pak o hasičovi Samovi.

## Vysílání
| Řada                     | Díly                     | Premiéra ve VB           | Premiéra ve VB     |      |
| Řada                     | Díly                     | První díl                | Poslední díl       |      |
| ------------------------ | ------------------------ | ------------------------ | ------------------ | ---- |
| 1                        | 8                        | 17. listopadu 1987       | 10. prosince 1987  |      |
| 2                        | 8                        | 1. září 1988             | 22. prosince 1988  |      |
| 3                        | 8                        | 15. října 1990           | 10. prosince 1990  |      |
| 4                        | 8                        | 21. října 1994           | 17. listopadu 1994 |      |
| 5                        | 26                       | 2005                     | 2005               |      |
| 6                        | 26                       | 2008                     | 2009               |      |
| 7                        | 26                       | 2009                     | 2009               |      |
| Velký požár v Pontypandy | Velký požár v Pontypandy | Velký požár v Pontypandy | 2009               | 2009 |
| 8                        | 26                       | 2012                     | 2012               |      |

## Historie

### Původní seriál (1987–1994)
Původní seriál Požárník Sam zahrnoval 32 desetiminutových epizod a jeden vánoční speciál. Hlavním hrdinou požární stanice v Pontypandy je požárník Sam a členy stanice jsou: přísný velitel Basil Steele, nešikovný Elvis Cridlington a později Penny Morisová (poprvé se objevila až v epizodě 17 neboli v 1.dílu 3.řady) . Mezi další postavy patří také řidič školního autobusu Trevor Evans, majitelka italské kavárny Bella Lasagnová, Norman Price (většinou omylem zaviní požáry) a jeho matka, majitelka obchodu Dilys Priceová a dvojčata Sarah a James. Hasiči měli černožluté uniformy a velké auto Jupiter a menší auto Venuše.

### Seriál z roku 2005
V roce 2005 byla vytvořena nová řada Požárníka Sama, která se skládala z 26 desetiminutových epizod. Tyto epizody využívaly modernější techniky stop motion animace. V této sérii k požární stanici přibyl ještě Tom Thomas, australský pilot záchranné helikoptéry, a rodina Floodových, skládající se z instalatéra, jeho ženy Helen a jejich dcery Mandy.

### Nové řady (od roku 2008)
Od roku 2008 jsou produkován nové díly CGI technikou. Pontypandy, původně vesnička v údolí obklopená horami, se stalo rybářskou vesničku u moře. Do posádky přibyl požárnický pes Radar (dalmatín). Objevují se zde noví obyvatelé, jako rybář Charlie (Samův bratr) a jeho manželka Bronwen, který provozují kavárnu a jsou rodiči Jamese a Sáry. V 9. řadě do posádky přibude Ben jako pobřežní stráž a po filmu Požárník Sam: Hrdina v bouři (2014) je postavena nová veliká stanice a také přišli noví členové stanice Arnold a Filix.
Tyto nové díly obsahují i 3 filmy:
- Velký požár v Pontypandy (2008)
- Hrdina v Bouřce (2015)
- Volání mimozemšťanů (2016)
- Sam a jeho parta (2018)
- Fireman Sam: Norman Price and the Mystery in the Sky (2021)

## České znění
Studio Bär (1.-4. série),
DiGi Media (5. série),
Barrandov studio dabing (6. -7. série)

### 1. -4. Série
| Bohdan Tůma | Vypravěč a všechny postavy |

zpěv: Zbyšek Pantůček
Vyrobeno pro JimJam v roce 2008

### 5. Série
| Pavel Vondra     | Sam            |
| Milan Slepička   | Steele         |
| Martin Stránský  | Elvis          |
| Libor Terš       | Dylis Priceová |
| Vojtěch Kotek    | Norman Price   |
| Jiří Zavřel      | Trevor         |
| Helena Dytrtová  | Penny          |
| Marcela Kyselová | Helena         |
| Ivan Jiřík       | Mike           |

zpěv: Ivan Jiřík

režie: Helena Dytrtová

Vyrobeno pro Minimax v roce 2006

### 6. Série
| Pavel Vondra     | Sam            |
| Milan Slepička   | Steele         |
| Roman Hájek      | Elvis          |
| Libor Terš       | Dylis Priceová |
| Jan Battěk       | Norman Price   |
| Bohuslav Kalva   | Trevor         |
| Helena Dytrtová  | Penny          |
| Marcela Kyselová | Helena         |
| Martin Stránský  | Mike           |
| Petr Gelnar      | Charlie Jones  |
| Aneta Talpová    | Mandy          |
| Jakub Nemčok     | James          |

překlad: Zdeněk Ryba

zvuk: Rudolf Stránský

zpěv: Ivan Jiřík

dialogy: Pavlína Kostková - Dytrtová

režie: Helena Dytrtová

Vyrobeno pro TV Barrandov v roce 2009